# 김영철 (1948년)
김영철(1948년 8월 18일 ~ 1998년 8월 16일)은 전 광주YMCA신협이사이며, 5·18 광주 민주화 운동 당시 수습위원회 기획부장을 맡았다. 5월 27일 계엄군의 도청 무력진압으로 군부대에 연행된 후 받은 구타·고문으로 뇌를 크게 다쳐 정신질환을 앓으며 고생하다 1998년 사망했다.

## 출신 학교
- 목포중앙초등학교 (전학) → 광주서석초등학교 (졸업)
- 광주서중학교 (졸업)
- 광주제일고등학교 (졸업)